# Championnats du monde de cross-country 1992
Navigation
Édition précédente Édition suivante
Les 20e Championnats du monde de cross-country IAAF  se sont déroulés le 21 mars 1992 à Boston aux États-Unis.

## Parcours
Les distances parcourues sont 12,53 km pour la course senior masculine, 6,37 km pour la course senior féminine, 7,8 km pour la course junior masculine, et 4,005 km pour la course junior féminine.

## Résultats

### Cross long hommes

#### Individuel
| Place              | Athlète          | Pays      | Temps |
| ------------------ | ---------------- | --------- | ----- |
| Médaille d'or      | John Ngugi       | Kenya     | 37:05 |
| Médaille d'argent  | William Mutwol   | Kenya     | 37:17 |
| Médaille de bronze | Fita Bayissa     | Éthiopie  | 37:18 |
| 4                  | Khalid Skah      | Maroc     | 37:20 |
| 5                  | Richard Chelimo  | Kenya     | 37:21 |
| 6                  | Steve Moneghetti | Australie | 37:23 |
| 7                  | Dominic Kirui    | Kenya     | 37:26 |
| 8                  | William Sigei    | Kenya     | 37:27 |
| 9                  | Thierry Pantel   | France    | 37:30 |
| 10                 | Bruno Le Stum    | France    | 37:33 |

#### Équipes
| Médaille | Athlètes | Points  |
| Or       | Kenya John Ngugi (1e) William Mutwol (2e) Richard Chelimo (5e) Dominic Kirui (7e) William Sigei (8e) Ondoro Osoro (23e)                     | 46 pts  |
| Argent   | France Thierry Pantel (9e) Bruno Le Stum (10e) Antonio Martins (12e) Pascal Thiébaut (21e) Jean-Louis Prianon (45e) Antonio Rapisarda (48e) | 145 pts |
| Bronze   | Grande-Bretagne Richard Nerurkar (15e) Eamonn Martin (17e) Dave Clarke (20e) Andy Bristow (26e) Paul Dugdale (33e) Mark Dalloway (36e)      | 147 pts |

### Course juniors hommes

#### Individuel
| Médaille | Athlète                   | Temps       |
| Or       | Ismael Kirui (KEN)        | 23 min 27 s |
| Argent   | Haile Gebreselassie (ETH) | 23 min 35 s |
| Bronze   | Josephat Machuka (KEN)    | 23 min 37 s |

#### Équipes
| Médaille | Athlètes | Points |
| Or       | Kenya    | 18 pts |
| Argent   | Éthiopie | 28 pts |
| Bronze   | Japon    | 90 pts |

### Cross long femmes

#### Individuel
| Médaille | Athlète                   | Temps       |
| Or       | Lynn Jennings (USA)       | 21 min 16 s |
| Argent   | Catherina McKiernan (IRL) | 21 min 18 s |
| Bronze   | Albertina Dias (POR)      | 21 min 19 s |

#### Équipes
| Médaille | Athlètes                                                                                  | Points |
| Or       | Kenya Susan Sirma (9e) Helen Kimaiyo (11e) Jane Ngotho (12e) Hellen Chepngeno (15e)       | 47 pts |
| Argent   | États-Unis Lynn Jennings (1e) Vicki Huber (4e) Annette Peters (30e) Sylvia Mosqueda (42e) | 77 pts |
| Bronze   | Éthiopie Luchia Yishak (10e) Merima Denboba (20e) Getenesh Urge (28e) Berhane Adere (38e) | 96 pts |

### Cross Junior Femmes

#### Individuel
| Médaille | Athlète               | Temps       |
| Or       | Paula Radcliffe (GBR) | 13 min 30 s |
| Argent   | Wang Junxia (CHN)     | 13 min 35 s |
| Bronze   | Lydia Cheromei (KEN)  | 13 min 43 s |

#### Équipes
| Médaille | Athlètes | Points |
| Or       | Éthiopie | 55 pts |
| Argent   | Roumanie | 59 pts |
| Bronze   | Kenya    | 59 pts |